# Kurabagonda, Haveri
Kurabagonda là một làng thuộc tehsil Haveri, huyện Haveri, bang Karnataka, Ấn Độ.